# صك (قانون)

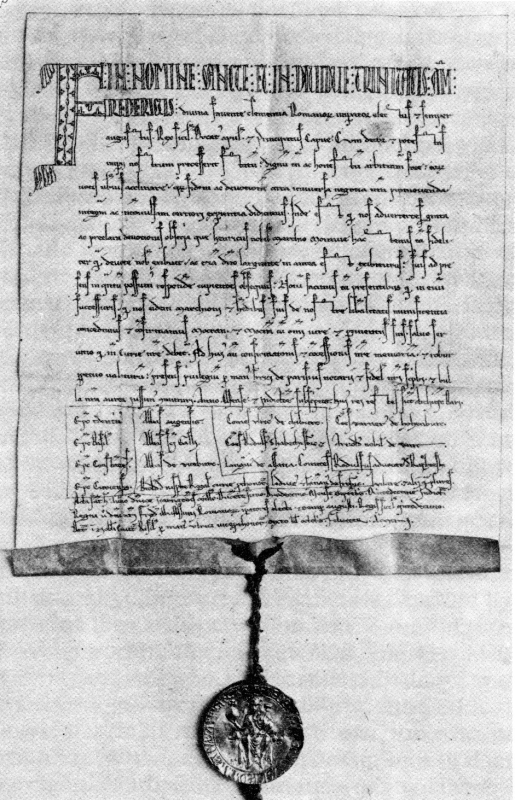

الصك أو الوصيرة أو السند (بالإنجليزية: Deed)، (قديماَ: الدليل) هو أي أداة قانونية مكتوبة تُصدِِق أو تؤكد على وجود فائدة، حق، أوعقار مُوقًع، موثًق، وفي بعض السلطات القضائية مختوم. عادةً ما يرتبط بنقل (تحويل) سند الملكية إلى عقار. الصك يفترض فترة صلاحية أكبر وأقل قابلية للدحض من أداة موقعة من طرف الصك. يمكن أن يكون الصك من جانب واحد أو ثنائي. تشمل الصكوك وسائل نقل الملكيات، والعمولات، والتراخيص، وبراءات الاختراع، والشهادات، والتفويضات المشروطة إذا تم تنفيذها كصكوك.
تشير العبارة التقليدية (موقع، مختوم ومقدم) (بالاجليزية: signed, sealed and delivered) إلى ممارسة التختيم، ومع ذلك تم استبدال الأختام بالتصديق على الشهود إلى حد ما. تسمى الإتفاقيات تحت الختم أيضاً عقود بموجب صك أو اختصاص؛ في الولايات المتحدة الأمريكية، الاختصاص قابل للتنفيذ دون اعتبار. في بعض الولايات القضائية، يكون للتخصصات فترة حد للمسؤولية تبلغ ضعف تلك الخاصة بالعقد بسيط وتسمح لطرف ثالث مستفيد بتنفيذ تعهد في العقد. وبالتالي التغلب على خصوصية العقد. والتخصصات، كشكل من أشكال العقد، الثنائية، وبالتالي يمكن تمييزها عن العهود، التي تعتبر أيضا، تحت الختم، وعوداً من جانب واحد.

## المتطلبات
في القانون العام، ليكون صالحاً وقابلاً للتنفيذ، يجب أن يستوفي الصك عدة متطلبات:
- يجب أن يذكر على وجهه أنه صك، باستخدام عبارات مثل «هذا الصك...» أو «منفذ كصك».
- يجب أن يشير إلى أن الصك نفسه ينقل بعض الامتياز أو الشيء إلى شخص ما.
- يجب أن يتمتع المانح بالقدرة القانونية على منح الشيء أو الامتياز، ويجب أن يكون لدى المستفيد الأهلية القانونية لاستلامه.
- يجب أن ينفذه المانح بحضور العدد المحدد من الشهود، والمعروفين باسم شهود العيان.
- في بعض الولايات القضائية، يجب لصق الختم على الصك. في الأصل، جعل لصق الأختام الأشخاص أطرافًا في الفعل والتوقيعات اختياريًا، ولكن الأختام أصبحت الآن قديمة في معظم الولايات القضائية، لذا فإن توقيعات المانح والشهود أساسية.

- يجب تسليمها إلى (التسليم)، وفي بعض الولايات القضائية، قبول المستفيد (القبول).[4]

تُعرف الشروط المرفقة بقبول الصك بالعهود. الفعل المسنن أو المشروع  يتم تنفيذه في جزأين أو أكثر حسب عدد الأطراف، التي تم فصلها سابقًا عن طريق القطع في خط منحن أو مسافة بادئة تعرف باسم الكيروغراف. يتم إجراء تجمع الصكوك في جزء واحد، من قبل طرف واحد، مع وجود ميزة الاستقصاء أو القطع، ويتضمن منحًا وتعيينات بسيطة.